# Dania na Letnich Igrzyskach Olimpijskich 2016
Danię na Letnich Igrzyskach Olimpijskich 2016 reprezentowało 119 zawodników: 78 mężczyzn i 41 kobiet. Był to dwudziesty siódmy start reprezentacji Danii na letnich igrzyskach olimpijskich.

## Zdobyte medale
| Medal  | Zawodnik | Dyscyplina        | Konkurencja                               | Rezultat                                                                        | Data        |
| ------ | --- | ----------------- | ----------------------------------------- | ------------------------------------------------------------------------------- | ----------- |
| Złoto  | Pernille Blume | Pływanie          | 50 m stylem dowolnym kobiet               | 24,07 s                                                                         | 13 sierpnia |
| Złoto  | Mads Christiansen Michael Damgaard Jannick Green Krejberg Mikkel Hansen Niklas Landin Jacobsen Hans Lindberg Mads Mensah Larsen Henrik Møllgaard Jensen Casper U. Mortensen Jesper Nøddesbo Morten Olsen Kasper Søndergaard Sarup Skjern Håndbold Lasse Svan Hansen Henrik Toft Hansen René Toft Hansen | Piłka ręczna      | turniej mężczyzn                          | W finale pokonali reprezentację Francji 28:26.                                  | 21 sierpnia |
| Srebro | Jakob Fuglsang | Kolarstwo szosowe | wyścig mężczyzn ze startu wspólnego       | 6:10:05                                                                         | 6 sierpnia  |
| Srebro | Morten Jørgensen Kasper Winther Jørgensen Jacob Barsøe Jacob Larsen | Wioślarstwo       | czwórka wagi lekkiej mężczyzn             | 6:21,97                                                                         | 11 sierpnia |
| Srebro | Mark Madsen | Zapasy            | styl klasyczny waga do 75 kg mężczyzn     | W pojedynku finałowym uległ reprezentantowi Rosji Romanowi Własowowi 1:5.       | 14 sierpnia |
| Srebro | Emma Jørgensen | Kajakarstwo       | K-1 500 m kobiet                          | 1:54,326                                                                        | 18 sierpnia |
| Srebro | Christinna Pedersen Kamilla Rytter Juhl | Badminton         | gra podwójna kobiet                       | W finale uległy reprezentantkom Japonii Misaki Matsutomo / Ayaka Takahashi 1:2. | 18 sierpnia |
| Srebro | Sara Petersen | Lekkoatletyka     | 400 m przez płotki kobiet                 | 53,55 s                                                                         | 18 sierpnia |
| Brąz   | Hedvig Rasmussen Anne Andersen | Wioślarstwo       | dwóla bez sternika kobiet                 | 7:20,71                                                                         | 12 sierpnia |
| Brąz   | Norman Lasse Hansen Niklas Larsen Frederik Madsen Casper von Folsach | Kolarstwo torowe  | wyścig na dochodzenie dryżynowy mężczyzn  | 3:53,789                                                                        | 12 sierpnia |
| Brąz   | Mie Nielsen Rikke Møller Pedersen Jeanette Ottesen Pernille Blume | Pływanie          | sztafeta 4 × 100 m stylem zmiennym kobiet | 3:55,01                                                                         | 13 sierpnia |
| Brąz   | Lasse Norman Hansen | Kolarstwo torowe  | omnium mężczyzn                           | 192 pkt                                                                         | 15 sierpnia |
| Brąz   | Anne-Marie Rindom | Żeglarstwo        | klasa Laser Radial                        | 71 pkt                                                                          | 16 sierpnia |
| Brąz   | Jena Mai Hansen Katja Salskov-Iversen | Żeglarstwo        | klasa 49erFX                              | 54 pkt                                                                          | 18 sierpnia |
| Brąz   | Viktor Axelsen | Badminton         | gra pojedyncza mężczyzn                   | W pojedynku o brązowy medal pokonał reprezentanta Chin Lin Dan 2:1.             | 19 sierpnia |

## Skład kadry

### Badminton
| Zawodnik                                    | Konkurencja        | Faza grupowa                            | Faza grupowa                     | Faza grupowa                    | Pozycja | 1/8                        | Ćwierćfinały                        | Półfinały                         | Finał                                        | Finał   | Źródło |
| Zawodnik                                    | Konkurencja        | Przeciwnik Wynik                        | Przeciwnik Wynik                 | Przeciwnik Wynik                | Pozycja | Przeciwnik Wynik           | Przeciwnik Wynik                    | Przeciwnik Wynik                  | Przeciwnik Wynik                             | Pozycja | Źródło |
| ------------------------------------------- | ------------------ | --------------------------------------- | -------------------------------- | ------------------------------- | ------- | -------------------------- | ----------------------------------- | --------------------------------- | -------------------------------------------- | ------- | ------ |
| Viktor Axelsen                              | gra pojedyncza (m) | Ponsana 2:0 (21-14, 21-13)              | Lee 2:0 (21-11, 21-13)           | N/A                             | 1.      | Evans 2:0 (21-16, 21-13)   | Ouseph 2:0 (21-12, 21-16)           | Chen 0:2 (14-24, 15-21)           | Lin 2:1 (15-21, 21-10, 21-17)                | brąz    | [ 1 ]  |
| Jan Ø. Jørgensen                            | gra pojedyncza (m) | Must 2:0 (21-8, 21-15)                  | Leverdez 2:0 (21-11, 21-18)      | N/A                             | 1.      | Kidambi 0:2 (19-21, 19-21) | NQ                                  | NQ                                | NQ                                           | 9.      | [ 1 ]  |
| Mathias Boe Carsten Mogensen                | gra podwójna (m)   | Ellis Langridge 2:1 (21-9, 9-21, 21-16) | Cwalina Wacha 2:0 (21-17, 21-17) | Kim 0:2 (15-21, 18-21)          | 3.      | N/A                        | NQ                                  | NQ                                | NQ                                           | 9.      | [ 2 ]  |
| Line Kjærsfeldt                             | gra pojedyncza (k) | Vainio 2:0(21-9, 21-8)                  | Marín 0:2(16-21, 13-21)          | N/A                             | .       | NQ                         | NQ                                  | NQ                                | NQ                                           | 14.     | [ 3 ]  |
| Christinna Pedersen Kamilla Rytter Juhl     | gra podwójna (k)   | Luo 0:2 (11-21, 18-21)                  | Lee Obanana 2:0 (21-9, 21-6)     | Jung Shin 2:0 (21-16 21-18)     | 2.      | N/A                        | Chang Lee 2:1 (28-26, 18-21, 21-15) | Tang Yu 2:1 (21-16, 14-21, 21-19) | Matsutomo Takahashi 1:2 (21-18, 9-21, 19-21) | srebro  | [ 4 ]  |
| Joachim Fischer Nielsen Christinna Pedersen | mikst              | Mateusiak Zięba 2:0 (18-21, 23-21)      | Adcock 1:2 (19-21, 24-22, 17-21) | Xu Ma 1:2 (24-22, 14-21, 16-21) | 3.      | N/A                        | NQ                                  | NQ                                | NQ                                           | 9.      | [ 5 ]  |

### Golf
| Zawodnik             | Konkurencja | Runda 1 | Runda 2 | Runda 3 | Runda 4 | Łącznie | Łącznie | Łącznie | Źródło |
| Zawodnik             | Konkurencja | Wynik   | Wynik   | Wynik   | Wynik   | Wynik   | Par     | Pozycja | Źródło |
| -------------------- | ----------- | ------- | ------- | ------- | ------- | ------- | ------- | ------- | ------ |
| Søren Kjeldsen       | Mężczyźni   | 73      | 68      | 70      | 70      | 281     | – 3     | 21.     | [ 6 ]  |
| Thorbjørn Olesen     | Mężczyźni   | 70      | 68      | 74      | 71      | 283     | -1      | 30.     | [ 6 ]  |
| Nanna Koerstz Madsen | kobiety     | 69      | 69      | 72      | 69      | 279     | -5      | 13.     | [ 6 ]  |
| Nicole Broch Larsen  | kobiety     | 67      | 68      | 81      | 71      | 287     | +3      | 36.     | [ 6 ]  |

### Jeździectwo
Ujeżdżenie
| Zawodnik                                                         | Koń                      | Konkurencja  | Grand Prix | Grand Prix | Grand Prix Special | Grand Prix Special | Finał  | Finał | Źródło |
| Zawodnik                                                         | Koń                      | Konkurencja  | Wynik      | Poz.       | Wynik              | Poz.               | Wynik  | Poz.  | Źródło |
| ---------------------------------------------------------------- | ------------------------ | ------------ | ---------- | ---------- | ------------------ | ------------------ | ------ | ----- | ------ |
| Cathrine Dufour                                                  | Ujeżdżenie indywidualnie | Cassidy      | 76,667     | 10.        | 76,050             | 12.                | 78,413 | 13.   | [ 7 ]  |
| Anna Kasprzak                                                    | Ujeżdżenie indywidualnie | Donnperignon | 73,943     | 23.        | 74,524             | 15.                | 76,982 | 14.   | [ 7 ]  |
| Agnete Kirk Thinggaard                                           | Ujeżdżenie indywidualnie | Jojo AZ      | 72,229     | 27.        | 72,465             | 26.                | NQ     | NQ    | [ 7 ]  |
| Anders Dahl                                                      | Ujeżdżenie indywidualnie | Selten HW    | 69,900     | 37.        | 71,232             | 30.                | NQ     | NQ    | [ 7 ]  |
| Cathrine Dufour Anna Kasprzak Agnete Kirk Thinggaard Anders Dahl | ujeżdżenie drużynowe     | jak wyżej    | 74,276     | 6.         | 74,346             | 6.                 | 74,311 | 6.    | [ 7 ]  |

### Kajakarstwo
Mężczyźni
| Zawodnik                                                           | Konkurencja         | Eliminacje | Eliminacje | Półfinały | Półfinały | Finał A/B | Finał A/B    | Pozycja | Źródło |
| Zawodnik                                                           | Konkurencja         | Czas       | Pozycja    | Czas      | Pozycja   | Czas      | Pozycja      | Pozycja | Źródło |
| ------------------------------------------------------------------ | ------------------- | ---------- | ---------- | --------- | --------- | --------- | ------------ | ------- | ------ |
| René Holten Poulsen                                                | K-1 1000 m mężczyzn | 3:35,722   | 1.         | 3:34,344  | 4.        | 3:36,840  | 6. Finał A   | 6.      | [ 8 ]  |
| Henriette Engel Hansen                                             | K-1 200 m kobiet    | 42,455     | 6.         | 43,300    | 8.        | NQ        | NQ           | 22.     | [ 8 ]  |
| Emma Jørgensen                                                     | K-1 500 m kobiet    | 1:55,660   | 2.         | 1:55,193  | 2.        | 1:54,326  | 2. (finał A) | srebro  | [ 8 ]  |
| Amalie Thomsen Ida Villumsen                                       | K-2 500 m kobiet    | 1:46,246   | 4.         | 1:47,476  | 6.        | 1:48,846  | 4. Finał B   | 12.     | [ 8 ]  |
| Emma Jørgensen Amalie Thomsen Ida Villumsen Henriette Engel Hansen | K-4 500 m kobiet    | 1:36,675   | 5.         | 1:36,302  | 3.        | 1:39,057  | 6. Finał A   | 6.      | [ 8 ]  |

### Kolarstwo

#### Kolarstwo szosowe
| Zawodnik                | Konkurencja                    | Czas    | Pozycja | Źródło |
| ----------------------- | ------------------------------ | ------- | ------- | ------ |
| Jakob Fuglsang          | wyścig ze startu wspólnego (m) | 6:10:05 | srebro  | [ 9 ]  |
| Chris Anker Sørensen    | wyścig ze startu wspólnego (m) | 6:30:05 | 60.     | [ 9 ]  |
| Christopher Juul-Jensen | wyścig ze startu wspólnego (m) | 6:19:43 | 32.     | [ 9 ]  |
| Christopher Juul-Jensen | jazda indywidualna na czas (m) | 1:16:49 | 19.     | [ 9 ]  |

#### Kolarstwo torowe
Omnium
| Zawodnik            | Konkurencja | Scratch | Scratch | Wyścig na dochodzenie | Wyścig na dochodzenie | Wyścig na dochodzenie | Wyścig eliminacyjny | Wyścig eliminacyjny | Wyścig na 500 m | Wyścig na 500 m | Wyścig na 500 m | Okrążenie start lotny | Okrążenie start lotny | Okrążenie start lotny | Wyścig punktowy | Wyścig punktowy | Suma punktów | Pozycja | Źródło |
| Zawodnik            | Konkurencja | Pozycja | Punkty  | Czas                  | Pozycja               | Punkty                | Pozycja             | Punkty              | Czas            | Pozycja         | Punkty          | Czas                  | Pozycja               | Punkty                | Punkty          | Pozycja         | Suma punktów | Pozycja | Źródło |
| ------------------- | ----------- | ------- | ------- | --------------------- | --------------------- | --------------------- | ------------------- | ------------------- | --------------- | --------------- | --------------- | --------------------- | --------------------- | --------------------- | --------------- | --------------- | ------------ | ------- | ------ |
| Lasse Norman Hansen | mężczyźni   | 1.      | 40      | 4:14,982              | 1.                    | 40                    | 18.                 | 6                   | 1:02,538        | 5.              | 32              | 12,832                | 4.                    | 34                    | 40              | 2.              | 192          | brąz    | [ 10 ] |
| Amalie Dideriksen   | kobiety     | 7.      | 28      | 3:30,264              | 4.                    | 34                    | 6.                  | 30                  | 38,032          | 18.             | 6               | 14,940                | 18.                   | 6                     | 85              | 1.              | 189          | 5.      | [ 11 ] |

Wyścig na dochodzenie drużynowy
| Zawodnik                                                                           | Konkurencja | Kwalifikacje | Kwalifikacje | Pierwsza runda       | Pierwsza runda | Finał                    | Finał | Źródło |
| Zawodnik                                                                           | Konkurencja | Czas         | M.           | Przeciwnik Wynik     | M.             | Przeciwnik Wynik         | M.    | Źródło |
| ---------------------------------------------------------------------------------- | ----------- | ------------ | ------------ | -------------------- | -------------- | ------------------------ | ----- | ------ |
| Norman Lasse Hansen Niklas Larsen Frederik Madsen Casper von Folsach Rasmus Quaade | mężczyźni   | 3:55,396     | 2.           | Australia · 3:53,542 | 3.             | Nowa Zelandia · 3:53,789 | brąz  | [ 10 ] |

#### Kolarstwo górskie
| Zawodnik         | Konkurencja       | Czas    | Pozycja | Źródło |
| ---------------- | ----------------- | ------- | ------- | ------ |
| Simon Andreassen | cross-country (m) | 1:47:44 | 34.     | [ 12 ] |
| Annika Langvad   | cross-country (K) | 1:33:48 | 11.     | [ 12 ] |

#### Kolarstwo BMX
| Zawodniczka        | Konkurencja | Eliminacje | Eliminacje | Ćwierćfinał | Ćwierćfinał | Półfinał | Półfinał | Finał | Finał   | Źródło |
| Zawodniczka        | Konkurencja | Wynik      | Miejsce    | Wynik       | Miejsce     | Wynik    | Miejsce  | Wynik | Miejsce | Źródło |
| ------------------ | ----------- | ---------- | ---------- | ----------- | ----------- | -------- | -------- | ----- | ------- | ------ |
| Niklas Laustsen    | mężczyźni   | 36,199     | 24.        | 19          | 26.         | NQ       | NQ       | NQ    | NQ      | [ 13 ] |
| Simone Christensen | kobiety     | 35,251     | 5.         | N/A         | N/A         | 18       | 13.      | NQ    | NQ      | [ 14 ] |

### Lekkoatletyka
Mężczyźni
Konkurencje biegowe
| Zawodnik        | Konkurencja           | Eliminacje | Eliminacje | Półfinał | Półfinał | Finał   | Finał   | Źródło        |
| Zawodnik        | Konkurencja           | Wynik      | Miejsce    | Wynik    | Miejsce  | Wynik   | Miejsce | Źródło        |
| --------------- | --------------------- | ---------- | ---------- | -------- | -------- | ------- | ------- | ------------- |
| Andreas Bube    | 800 m                 | 1:46,67    | 18.        | 1:45,87  | 16.      | NQ      | NQ      | [ 15 ] [ 16 ] |
| Ole Hesselbjerg | 3000 m z przeszkodami | 8:40,08    | 31.        | N/A      | N/A      | NQ      | NQ      | [ 17 ]        |
| Abdi Hakin Ulad | maraton               | N/A        | N/A        | N/A      | N/A      | 2:17:06 | 35.     | [ 18 ]        |

Kobiety
Konkurencje biegowe
| Zawodnik                  | Konkurencja           | Eliminacje | Eliminacje | Półfinał | Półfinał | Finał   | Finał   | Źródło               |
| Zawodnik                  | Konkurencja           | Wynik      | Miejsce    | Wynik    | Miejsce  | Wynik   | Miejsce | Źródło               |
| ------------------------- | --------------------- | ---------- | ---------- | -------- | -------- | ------- | ------- | -------------------- |
| Sara Petersen             | 400 m przez płotki    | 55,20      | 3.         | 54,55    | 2.       | 53,55   | srebro  | [ 19 ] [ 20 ] [ 21 ] |
| Stina Troest              | 400 m przez płotki    | 56,06      | 13.        | 56,00    | 15.      | NQ      | NQ      | [ 19 ] [ 20 ] [ 21 ] |
| Anna Emilie Møller        | 3000 m z przeszkodami | 9:32:68    | 21.        | A/A      | A/A      | NQ      | NQ      | [ 22 ] [ 23 ]        |
| Jessica Draskau-Petersson | maraton               | N/A        | N/A        | N/A      | N/A      | 2:36:14 | 40.     | [ 24 ]               |
| Anne Holm Baumeister      | maraton               | N/A        | N/A        | N/A      | N/A      | 2:39:49 | 55.     | [ 24 ]               |

### Piłka nożna
Turniej mężczyzn
- Reprezentacja mężczyzn

| - Jeppe Højbjerg - Mikkel Desler - Kasper Larsen - Eddi Gomes - Jakob Blåbjerg - Andreas Maxsø - Lasse Vibe - Mathias Hebo - Nicolai Brock-Madsen |  | - Jacob Bruun Larsen - Jacob Barrett Laursen - Frederik Børsting - Emil Larsen - Casper Nielsen - Pascal Gregor - Robert Skov - Jens Jønsson - Lukas Fernandes |

| Drużyna          | Konkurencja      | Faza grupowa     | Faza grupowa          | Faza grupowa     | Faza grupowa | Ćwierćfinały     | Półfinały        | Finał mecz o 3. miejsce | Pozycja | Źródło |
| Drużyna          | Konkurencja      | Przeciwnik Wynik | Przeciwnik Wynik      | Przeciwnik Wynik | Pozycja      | Przeciwnik Wynik | Przeciwnik Wynik | Przeciwnik Wynik        | Pozycja | Źródło |
| ---------------- | ---------------- | ---------------- | --------------------- | ---------------- | ------------ | ---------------- | ---------------- | ----------------------- | ------- | ------ |
| Korea Południowa | turniej mężczyzn | Irak 0:0         | Południowa Afryka 1:0 | Brazylia 0:4     | 2.           | Nigeria 0:2      | NQ               | NQ                      | 8.      | [ 25 ] |

### Piłka ręczna
Turniej mężczyzn
- Reprezentacja mężczyzn

| - Mads Christiansen - Michael Damgaard - Jannick Green Krejberg - Mikkel Hansen - Niklas Landin Jacobsen - Hans Lindberg - Mads Mensah Larsen - Henrik Møllgaard Jensen |  | - Casper U. Mortensen - Jesper Nøddesbo - Morten Olsen - Kasper Søndergaard Sarup - Skjern Håndbold - Lasse Svan Hansen - Henrik Toft Hansen - René Toft Hansen |

| Drużyna   | Konkurencja      | Faza grupowa     | Faza grupowa     | Faza grupowa     | Faza grupowa     | Faza grupowa     | Faza grupowa | Ćwierćfinały     | Półfinały        | Finał mecz o 3. miejsce | Pozycja | Źródło        |
| Drużyna   | Konkurencja      | Przeciwnik Wynik | Przeciwnik Wynik | Przeciwnik Wynik | Przeciwnik Wynik | Przeciwnik Wynik | Pozycja      | Przeciwnik Wynik | Przeciwnik Wynik | Przeciwnik Wynik        | Pozycja | Źródło        |
| --------- | ---------------- | ---------------- | ---------------- | ---------------- | ---------------- | ---------------- | ------------ | ---------------- | ---------------- | ----------------------- | ------- | ------------- |
| Chorwacja | turniej mężczyzn | Argentyna 25:19  | Tunezja 31:23    | Chorwacja 24:27  | Katar 26:25      | Francja 30:33    | 3.           | Słowenia 37:30   | Polska 29:28     | Francja 28:26           | złoto   | [ 26 ] [ 27 ] |

### Pływanie
Mężczyźni
| Zawodnik                                                        | Konkurencja       | Eliminacje | Eliminacje | Półfinał | Półfinał | Finał   | Finał   | Źródło |
| Zawodnik                                                        | Konkurencja       | Czas       | Miejsce    | Czas     | Miejsce  | Czas    | Miejsce | Źródło |
| --------------------------------------------------------------- | ----------------- | ---------- | ---------- | -------- | -------- | ------- | ------- | ------ |
| Anton Ipsen                                                     | 400 m dowolnym    | 3:48,31    | 20.        | N/A      | N/A      | NQ      | NQ      | [ 28 ] |
| Mads Glæsner                                                    | 400 m dowolnym    | 3:52,59    | 36.        | N/A      | N/A      | NQ      | NQ      | [ 28 ] |
| Anton Ipsen                                                     | 1500 m dowolnym   | 15:05,91   | 18.        | N/A      | N/A      | NQ      | NQ      | [ 29 ] |
| Pál Joensen                                                     | 1500 m dowolnym   | 15:18,49   | 30.        | N/A      | N/A      | NQ      | NQ      | [ 29 ] |
| Viktor Bromer                                                   | 200 m zmiennym    | 1:55,77    | 7.         | 1:55,59  | 8.       | 1:55,64 | 6.      | [ 30 ] |
| Anders Lie Nielsen Daniel Skaaning Soren Dahl Magnus Westermann | 4 × 200m dowolnym | 7:12,66    | 12.        | N/A      | N/A      | NQ      | NQ      | [ 31 ] |

Kobiety
| Zawodniczka                                                       | Konkurencja       | Eliminacje | Eliminacje | Półfinał | Półfinał | Finał   | Finał   | Źródło |
| Zawodniczka                                                       | Konkurencja       | Czas       | Miejsce    | Czas     | Miejsce  | Czas    | Miejsce | Źródło |
| ----------------------------------------------------------------- | ----------------- | ---------- | ---------- | -------- | -------- | ------- | ------- | ------ |
| Pernille Blume                                                    | 50m dowolnym      | 24,23      | 1.         | 24,28    | 1.       | 24,07   | złoto   | [ 32 ] |
| Jeanette Ottesen                                                  | 50m dowolnym      | 24,48      | 5.         | 24,62    | 11.      | NQ      | NQ      | [ 32 ] |
| Pernille Blume                                                    | 100 m dowolnym    | 54,15      | 11.        | 54,19    | 11.      | NQ      | NQ      | [ 33 ] |
| Jeanette Ottesen                                                  | 100 m dowolnym    | 53,53      | 5.         | 53,35    | 6.       | 53,36   | 8.      | [ 33 ] |
| Lotte Friis                                                       | 400 m dowolnym    | 4:07,13    | 11.        | N/A      | N/A      | NQ      | NQ      | [ 34 ] |
| Lotte Friis                                                       | 800 m dowolnym    | 8:22,54    | 5.         | N/A      | N/A      | 8:24,50 | 7.      | [ 35 ] |
| Mie Nielsen                                                       | 100 m grzbietowym | 59,13      | 4.         | 59,18    | 6.       | 58,80   | 5.      | [ 36 ] |
| Rikke Møller Pedersen                                             | 100 m klasycznym  | 1:06,58    | 6.         | 1:07,07  | 10.      | NQ      | NQ      | [ 37 ] |
| Rikke Møller Pedersen                                             | 200 m klasycznym  | 2:22,72    | 1.         | 2:22,45  | 6.       | 2:23,74 | 8.      | [ 38 ] |
| Jeanette Ottesen                                                  | 100m motylkowym   | 54,15      | 6.         | 57,47    | 8.       | 57,17   | 7.      | [ 39 ] |
| Pernille Blume Julie Kepp Jensen Sarah Bro Mie Nielsen            | 4 × 100m dowolnym | 3:39,45    | 12.        | N/A      | N/A      | NQ      | NQ      | [ 40 ] |
| Mie Nielsen Rikke Møller Pedersen Jeanette Ottesen Pernille Blume | 4 × 100m zmiennym | 3:56,98    | 3.         | N/A      | N/A      | 3:55,01 | brąz    | [ 41 ] |

### Strzelectwo
| Zawodnik       | Konkurencja                            | Kwalifikacje | Kwalifikacje | Półfinał | Półfinał | Finał | Finał   | Źródło |
| Zawodnik       | Konkurencja                            | Wynik        | Pozycja      | Wynik    | Pozycja  | Wynik | Pozycja | Źródło |
| -------------- | -------------------------------------- | ------------ | ------------ | -------- | -------- | ----- | ------- | ------ |
| Torben Grimmel | karabin małokalibrowy leżąc (m)        | 621,4        | 23.          | N/A      | N/A      | NQ    | NQ      | [ 42 ] |
| Jesper Hansen  | skeet                                  | 121 (12)     | 6.           | 14       | 5.       | NQ    | NQ      | [ 42 ] |
| Stine Nielsen  | karabin pneumatyczny                   | 410,1        | 38.          | N/A      | N/A      | NQ    | NQ      | [ 43 ] |
| Stine Nielsen  | karabin małokalibrowy trzy pozycje (k) | 579          | 13.          | N/A      | N/A      | NQ    | NQ      | [ 43 ] |

### Tenis stołowy
| Zawodnik       | Konkurencja        | Eliminacje       | Runda 1          | Runda 2          | Runda 3          | 1/8 finału       | Ćwierćfinały     | Półfinały        | Finał            | Finał   | Źródło |
| Zawodnik       | Konkurencja        | Przeciwnik Wynik | Przeciwnik Wynik | Przeciwnik Wynik | Przeciwnik Wynik | Przeciwnik Wynik | Przeciwnik Wynik | Przeciwnik Wynik | Przeciwnik Wynik | Pozycja | Źródło |
| -------------- | ------------------ | ---------------- | ---------------- | ---------------- | ---------------- | ---------------- | ---------------- | ---------------- | ---------------- | ------- | ------ |
| Jonathan Groth | gra pojedyncza (m) | BYE              | BYE              | Oláh W 4-0       | MA P 0-4         | NQ               | NQ               | NQ               | NQ               | 17.     | [ 44 ] |

### Tenis ziemny
| Zawodnik           | Konkurencja | 1/32                      | 1/16                     | 1/8              | Ćwierćfinały     | Półfinały        | Finał            | Finał   | Źródło |
| Zawodnik           | Konkurencja | Przeciwnik Wynik          | Przeciwnik Wynik         | Przeciwnik Wynik | Przeciwnik Wynik | Przeciwnik Wynik | Przeciwnik Wynik | Pozycja | Źródło |
| ------------------ | ----------- | ------------------------- | ------------------------ | ---------------- | ---------------- | ---------------- | ---------------- | ------- | ------ |
| Caroline Wozniacki | singel (k)  | Hradecká W 2:0 (6:2, 6:2) | Kvitová P 0:2 (2:6, 4:6) | NQ               | NQ               | NQ               | NQ               | 17.     | [ 45 ] |

### Triathlon
| Zawodnik          | Konkurencja | Pływanie (1,5 km) | Zmiana 1 | Jazda na rowerze (40 km) | Zmiana 2 | Bieg (10 km) | Czas    | Pozycja | Źródło |
| ----------------- | ----------- | ----------------- | -------- | ------------------------ | -------- | ------------ | ------- | ------- | ------ |
| Andreas Schilling | mężczyźni   | 18:11             | 0:48     | 55:33                    | 0:38     | 33:46        | 1:48:56 | 28.     | [ 46 ] |

### Wioślarstwo
| Zawodnik                                                            | Konkurencja | Eliminacje | Eliminacje | Repesaż | Repesaż | Ćwierćfinały | Ćwierćfinały | Półfinały | Półfinały       | Finał           | Finał      | Miejsce | Źródło                      |
| Zawodnik                                                            | Konkurencja | Czas       | M.         | Czas    | M.      | Czas         | M.           | Czas      | M.              | Czas            | M.         | Miejsce | Źródło                      |
| ------------------------------------------------------------------- | ----------- | ---------- | ---------- | ------- | ------- | ------------ | ------------ | --------- | --------------- | --------------- | ---------- | ------- | --------------------------- |
| Mads Rasmussen Rasmus Quist Hansen                                  | LM2x        | 6:33,67    | 3.         | 7:02,78 | 1.      | N/A          | N/A          | 6:45,05   | 5. Półfinał A/B | 6:34,72         | 4. Finał B | 10.     | [ 47 ] [ 48 ] [ 49 ]        |
| Jacob Barsøe Jacob Larsen Kasper Winther Jørgensen Morten Jørgensen | LM4-        | 5:58,21    | 1.         | N/A     | N/A     | N/A          | N/A          | 6:19,62   | 2.              | 6:21,97 Finał A | 2.         | srebro  | [ 50 ] [ 51 ] [ 52 ]        |
| Fie Udby Erichsen                                                   | W1x         | 8:30,07    | 2.         | N/A     | N/A     | 7:33,24      | 1.           | 8:08,65   | 6. Półfinał A/B | 7:25,13         | 3. Finał B | 9.      | [ 53 ] [ 54 ] [ 55 ] [ 56 ] |
| Lisbet Jakobsen Nina Hollensen                                      | W2x         | 7:18,92    | 5.         | 7:04,35 | 4.      | N/A          | N/A          | NQ        | NQ              | NQ              | NQ         | 13.     | [ 57 ] [ 58 ] [ 59 ]        |
| Anne Lolk Thomsen Juliane Rasmussen                                 | LW2x        | 7:01,84    | 2.         | BYE     | BYE     | N/A          | N/A          | 7:20,29   | 4. Półfinał A/B | 7:27,36         | 3. Finał B | 9.      | [ 60 ] [ 61 ] [ 62 ] [ 63 ] |
| Hedvig Rasmussen Anne Andersen                                      | W2-         | 7:05,28    | 2.         | BYE     | BYE     | N/A          | N/A          | 7:27,56   | 1.              | 7:20,71         | 3. Finał A | brąz    | [ 64 ] [ 65 ] [ 66 ]        |

### Zapasy
Mężczyźni – styl klasyczny
| Zawodnik    | Konkurencja | Kwalifikacje     | 1/8              | Ćwierćfinał      | Półfinał         | Repesaż 1        | Finał/ 3.miejsce | Finał/ 3.miejsce | Źródło |
| Zawodnik    | Konkurencja | Przeciwnik Wynik | Przeciwnik Wynik | Przeciwnik Wynik | Przeciwnik Wynik | Przeciwnik Wynik | Przeciwnik Wynik | Pozycja          | Źródło |
| ----------- | ----------- | ---------------- | ---------------- | ---------------- | ---------------- | ---------------- | ---------------- | ---------------- | ------ |
| Mark Madsen | -75 kg      | BYE              | Abdewali W1-1    | Nemeš W4-0       | Bácsi W1-0       | BYE              | Własow P 1-5     | srebro           | [ 67 ] |

### Żeglarstwo
Mężczyźni
| Zawodnik                            | Konkurencja | Wyścig | Wyścig | Wyścig | Wyścig | Wyścig | Wyścig | Wyścig | Wyścig | Wyścig | Wyścig | Wyścig | Wyścig | Wyścig | Punkty | Finałowa pozycja | Źródło |
| Zawodnik                            | Konkurencja | 1      | 2      | 3      | 4      | 5      | 6      | 7      | 8      | 9      | 10     | 11     | 12     | M*     | Punkty | Finałowa pozycja | Źródło |
| ----------------------------------- | ----------- | ------ | ------ | ------ | ------ | ------ | ------ | ------ | ------ | ------ | ------ | ------ | ------ | ------ | ------ | ---------------- | ------ |
| Sebastian Fleischer                 | RS:X        | 15     | 14     | 9      | 12     | 22     | 11     | 17     | 20     | 2      | 11     | 6      | 18     | NQ     | 135    | 12.              | [ 68 ] |
| Michael Hansen                      | Laser       | 6      | 24     | 23     | 20     | 31     | 31     | 19     | 26     | 5      | 26     | N/A    | N/A    | NQ     | 180    | 25.              | [ 69 ] |
| Jonas Høgh-Christensen              | Finn        | 13     | 2      | 4      | 24     | 10     | 11     | 16     | 16     | 17     | 20     | N/A    | N/A    | NQ     | 109    | 16.              | [ 70 ] |
| Jonas Warrer Christian Peter Lübeck | 49er        | 8      | 8      | 21     | 15     | 1      | 5      | 6      | 13     | 14     | 18     | 1      | 1      | 6      | 98     | 4.               | [ 71 ] |

Kobiety
| Zawodnik                              | Konkurencja  | Wyścig | Wyścig | Wyścig | Wyścig | Wyścig | Wyścig | Wyścig | Wyścig | Wyścig | Wyścig | Wyścig | Wyścig | Wyścig | Punkty | Finałowa pozycja | Źródło |
| Zawodnik                              | Konkurencja  | 1      | 2      | 3      | 4      | 5      | 6      | 7      | 8      | 9      | 10     | 11     | 12     | M*     | Punkty | Finałowa pozycja | Źródło |
| ------------------------------------- | ------------ | ------ | ------ | ------ | ------ | ------ | ------ | ------ | ------ | ------ | ------ | ------ | ------ | ------ | ------ | ---------------- | ------ |
| Laerke Buhl-Hansen                    | RS:X         | 17     | 16     | 17     | 20     | 16     | 13     | 12     | 9      | 21     | 12     | 10     | 12     | NQ     | 154    | 15.              | [ 72 ] |
| Anne-Marie Rindom                     | Laser Radial |        | 8      | 38     | 3      | 3      | 1      | 4      | 6      | 22     | 3      | N/A    | N/A    | 16     | 71     | brąz             | [ 73 ] |
| Jena Mai Hansen Katja Salskov-Iversen | 49erFX       | 21     | 2      | 2      | 2      | 4      | 2      | 8      | 16     | 2      | 1      | 2      | 4      | 8      | 54     | brąz             | [ 74 ] |

Open
| Zawodnik                                 | Konkurencja | Wyścig | Wyścig | Wyścig | Wyścig | Wyścig | Wyścig | Wyścig | Wyścig | Wyścig | Wyścig | Wyścig | Wyścig | Wyścig | Punkty | Finałowa pozycja | Źródło |
| Zawodnik                                 | Konkurencja | 1      | 2      | 3      | 4      | 5      | 6      | 7      | 8      | 9      | 10     | 11     | 12     | M*     | Punkty | Finałowa pozycja | Źródło |
| ---------------------------------------- | ----------- | ------ | ------ | ------ | ------ | ------ | ------ | ------ | ------ | ------ | ------ | ------ | ------ | ------ | ------ | ---------------- | ------ |
| Allan Nørregaard Anette Viborg Andreasen | Nacra 17    | 8      | 8      | 9      | 14     | 10     | 12     | 17     | 9      | 7      | 11     | 5      | 15     | NQ     | 108    | '12.             | [ 75 ] |

M = Wyścig medalowy